# Mitsubishi A6M

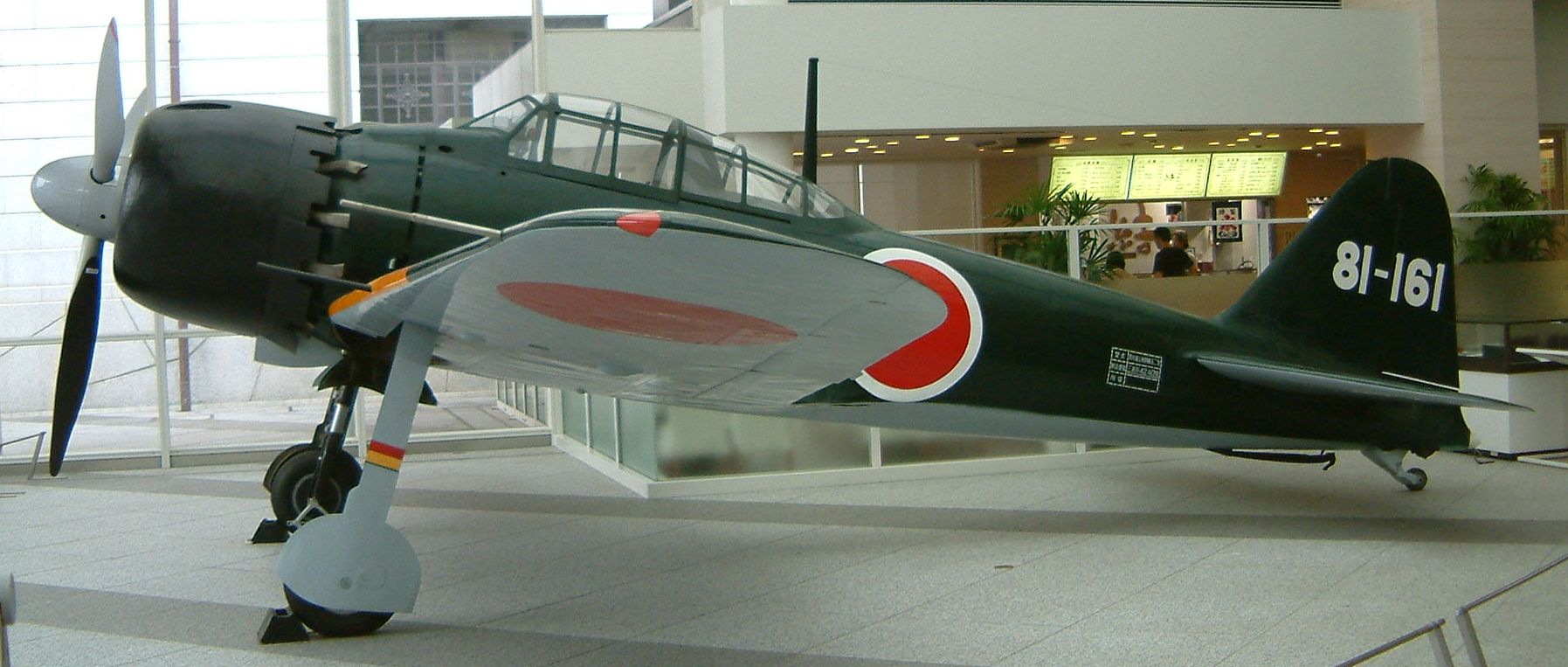
A6M im Museum des Yasukuni-Schreins

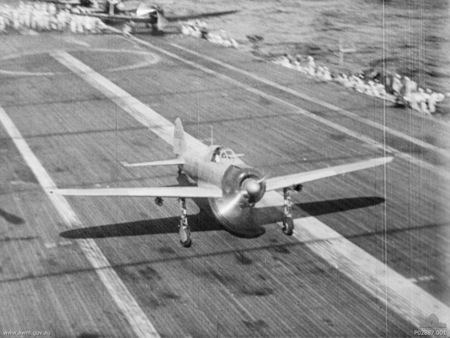
Eine A6M startet während der Schlacht bei den Santa-Cruz-Inseln

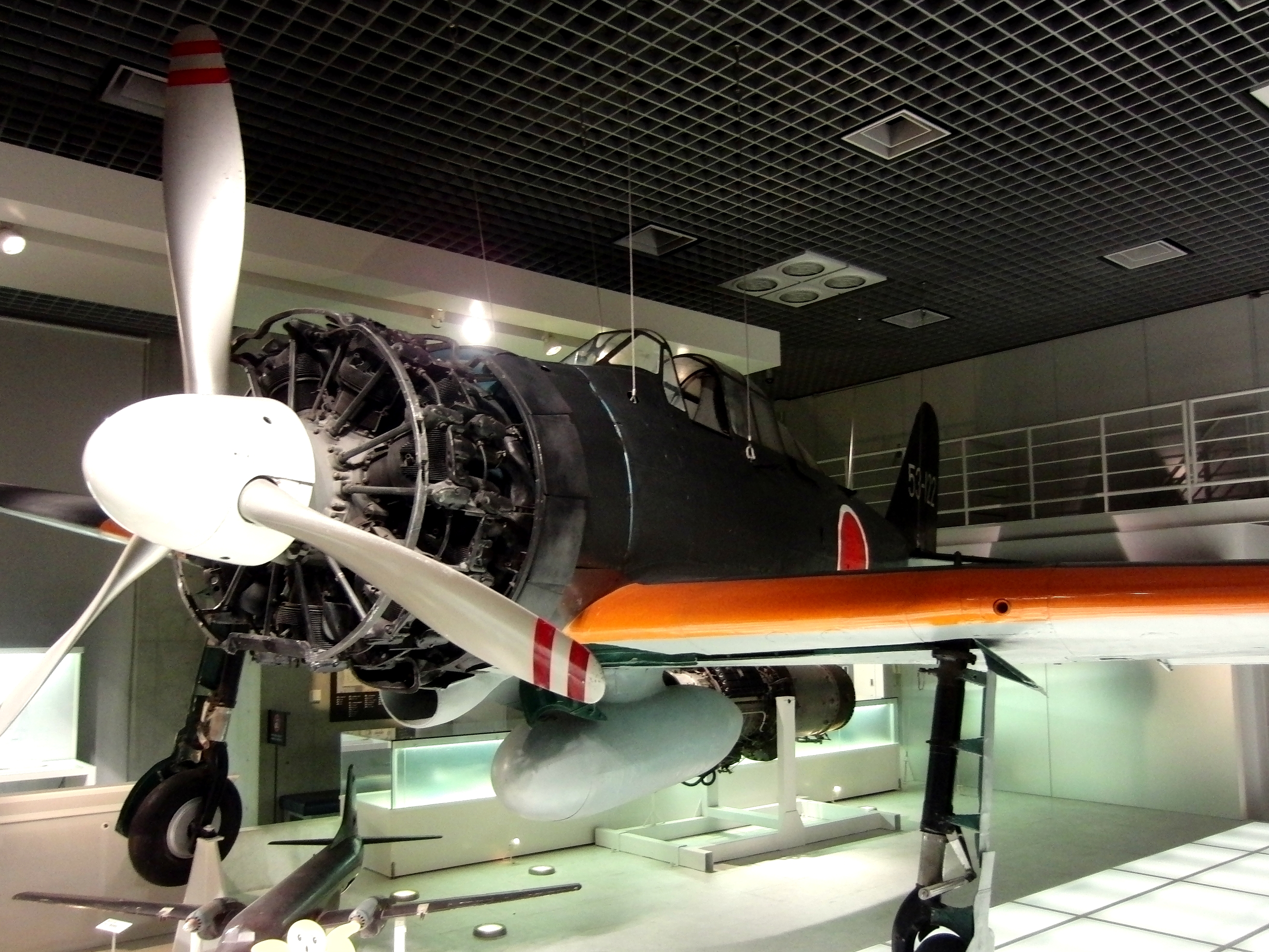
Zero Modell 21 (A6M2) im Nationalmuseum der Naturwissenschaften in Tokio

Die Mitsubishi A6M Zero (japanisch 零式艦上戦闘機 rei-shiki kanjō sentōki „Typ Null trägergestütztes Jagdflugzeug“) war ein japanisches propellergetriebenes Trägerjagdflugzeug von Mitsubishi, das von den Kaiserlich Japanischen Marineluftstreitkräften während des Zweiten Weltkriegs eingesetzt wurde. Mit 11.000 gebauten Exemplaren ist es das meistgebaute japanische Flugzeug des Krieges und infolge der medialen Präsenz auch das bekannteste. Das Flugzeug war durch sein geringes Gewicht sehr wendig und besaß eine für Jagdflugzeuge ungewöhnlich große Reichweite, was jedoch unter Verzicht auf Schutzvorrichtungen wie Panzerung oder selbstabdichtende Treibstofftanks erkauft wurde, weswegen es als äußerst verwundbar galt.
Die Typenbezeichnung stammt von der letzten Ziffer des Indienststellungsjahres 2600 japanischer Zeitrechnung (1940). Inoffiziell wurde die A6M in Japan auch als Rei-sen oder Zero-sen abgekürzt. Zero (englisch Null) ist die bekannteste Bezeichnung dieses Flugzeugtyps.

## Geschichte
Der Erstflug fand am 1. April 1939 statt; die gesamte Produktion betrug etwa 11.000 Exemplare. Es gab acht Ausführungen, A6M1 bis A6M8. Die A6M4 wurde nicht verwirklicht und könnte nach den Erinnerungen des Konstrukteurs der A6M, Jirō Horikoshi, für eine Variante mit einem Turbolader-Motor reserviert gewesen sein.
Noch vor der Produktionsfreigabe fand der Ersteinsatz statt, als 15 Prototypen Mitte 1940 für Angriffe auf chinesische Ziele nahe Hongkong eingesetzt wurden. Sie waren so erfolgreich, dass im Juli 1940 sofort mit der Produktion begonnen wurde.
Die A6M (alliierter Codename Zeke, für die A6M3 Modell 32 mit rechteckigen Tragflächenenden Hamp) stellte ein kompromisslos auf Flugleistung ausgelegtes Jagdflugzeug dar. Obwohl sich die A6M als deutlich wendiger als die meisten alliierten Jäger erwies, war sie in dieser Hinsicht aus Sicht der Kaiserlichen Marine ein Rückschritt gegenüber der Mitsubishi A5M, der nur durch die besseren Flugleistungen, insbesondere die große Reichweite, gerechtfertigt war.
Durch modernste Technik und Werkstoffe (u. a. der von Sumitomo geheim entwickelten AA7075-Alu-Legierung mit Zink), Fertigung der Tragfläche und des zentralen Rumpfsegments als einzelne Einheit mit durchgehenden Holmen ohne schwere Trennstellen, aber auch durch den Verzicht auf Panzerung und selbstabdichtende Treibstofftanks konnten die hohen Anforderungen der Marine nach Wendigkeit, Schnelligkeit und auch großer Reichweite erfüllt werden.
Obwohl Claire Chennault, Kommandeur der in China eingesetzten American Volunteer Group, die Stärken der A6M bereits vor dem Eintritt der Vereinigten Staaten in den Zweiten Weltkrieg erkannt und dokumentiert hatte, waren nach dem Angriff auf Pearl Harbor die US-Piloten zunächst von der Leistungsfähigkeit der A6M überrascht und mussten schwere Verluste hinnehmen. Im Pazifikkrieg waren besonders während der Luftkämpfe über den Philippinen (Corregidor und Bataan, März/April 1942), der Schlacht im Korallenmeer (Mai 1942) und der Schlacht um Midway (Juni 1942) die amerikanischen Flugzeuge der A6M stark unterlegen.
Erst nachdem – zuerst von Piloten der US Navy und später der Heeresflieger (USAAF) – verbesserte Taktiken entwickelt worden waren, die den Luftkampf im Verband betonten, um durch gegenseitige Unterstützung die mangelnde Wendigkeit zu kompensieren, wurde die Überlegenheit der A6M gebrochen. Ihr Mangel an Schutz und Panzerung für Piloten und Benzintanks erwies sich als schwerwiegend, und die leichte Bauweise der A6M sowie ihre Auslegung für den Luftkampf bei geringen Geschwindigkeiten bewirkten, dass der Vorteil bei hohen Geschwindigkeiten – vor allem im Sturzflug – bei den alliierten Flugzeugen lag. Die stoffbespannten Querruder der Zero funktionierten bei zu hohen Geschwindigkeiten kaum noch. Ab Herbst 1942 wurden von den US-Flugzeugherstellern mehrere Typen entwickelt, die der A6M überlegen waren, wie unter anderem die F6F Hellcat, die F4U Corsair, die P-51 Mustang und die P-38 Lightning. Vor allem diese vier alliierten Flugzeugtypen wurden in größeren Stückzahlen als die A6M und die anderen japanischen Flugzeuge produziert und konnten deshalb die Oberhand erringen.
Im Juni 1942, während des Angriffs auf Dutch Harbor durch japanische Flugzeuge, wurde eine A6M von Waffen kleinen Kalibers getroffen und versuchte, auf der Insel Akutan Island notzulanden. Die A6M überschlug sich bei der Landung, wobei der japanische Pilot umkam; das Flugzeug blieb aber weitgehend intakt. Die Maschine wurde im Juli von amerikanischen Soldaten geborgen. Nach Reparaturen wurden in umfangreichen Tests die Schwachstellen der A6M analysiert und zum eigenen Vorteil der alliierten Streitkräfte genutzt.
Spätere Versionen der A6M fielen hinter die Leistungen der alliierten Flugzeuge zurück. Der Grund war vor allem das Fehlen leistungsstarker japanischer Kolbenmotoren, die in das Flugwerk der „Zero“ passten. Ab 1944 war die A6M kaum noch konkurrenzfähig und wurde in großer Zahl zu Kamikaze-Angriffen (Shimpū Tokkōtai) eingesetzt.

## Nakajima A6M2-N

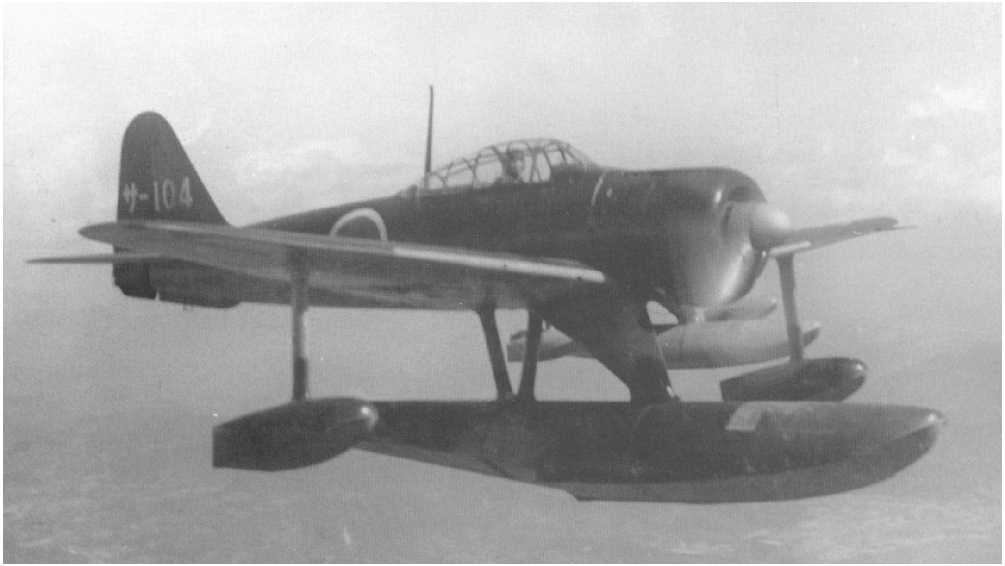
Nakajima A6M2-N

Die A6M2-N Rufe war eine Modifikation der A6M2. Sie wurde bei Nakajima Hikōki mit Schwimmern zum katapultfähigen Wasserflugzeug umgebaut, was ihre Geschwindigkeit und Traglast gegenüber der Grundausführung senkte. Sie konnte 120 kg Bomben mitführen, war mit zwei Maschinengewehren und zwei Maschinenkanonen ausgerüstet und wurde als Jäger und Aufklärer genutzt.
Sie wurde beispielsweise in Guadalcanal bei der Invasion der Amerikaner verwendet. Die Franzosen kauften nach dem Zweiten Weltkrieg einige Flugzeuge, um sie gegen die Rebellen in Indochina einzusetzen.

## Technische Daten

Dreiseitenriss einer A6M2

| Kenngröße             | A6M                                                                                    | A6M5b                                                                               | A6M2-N                                                                                    |
| --------------------- | -------------------------------------------------------------------------------------- | ----------------------------------------------------------------------------------- | ----------------------------------------------------------------------------------------- |
| Besatzung             | 1                                                                                      | 1                                                                                   | 1                                                                                         |
| Länge                 | 9,07 m                                                                                 | 9,07 m                                                                              | 10,131 m                                                                                  |
| Spannweite            | 12,00 m                                                                                | 12,00 m                                                                             | 12,00 m                                                                                   |
| Höhe                  | 2,80 m                                                                                 | 2,80 m                                                                              | 4,305 m                                                                                   |
| Gesamtmasse           | 2.940 kg                                                                               | 2.940 kg                                                                            |                                                                                           |
| Höchstgeschwindigkeit | 561 km/h in 6.000 m Höhe                                                               | 561 km/h in 6.000 m Höhe                                                            | 436 km/h in 4.300 m Höhe                                                                  |
| Dienstgipfelhöhe      | 10.700 m                                                                               | 10.700 m                                                                            |                                                                                           |
| max. Reichweite       | 1.560 km                                                                               | 1.560 km                                                                            |                                                                                           |
| Triebwerk             | 1 × luftgekühlter 14-Zylinder-Doppelsternmotor Nakajima Sakae 21; 831 kW (1.130 PS)    | 1 × luftgekühlter 14-Zylinder-Doppelsternmotor Nakajima Sakae 21; 831 kW (1.130 PS) | 1 × luftgekühlter 14-Zylinder-Doppelsternmotor Nakajima Sakae 21; 708 kW (963 PS)/4.200 m |
| Bewaffnung            | 2 × 20-mm-Kanonen in den Tragflächen 2 × 7,7-mm-MG über dem Motor bis zu 318 kg Bomben | 2 × 20-mm-Kanonen 1 × 13,2-mm-MG 1 × 7,7-mm-MG bis zu 318 kg Bomben                 | 2 × 20-mm-Kanonen 1 × 13,2-mm-MG 1 × 7,7-mm-MG 120 kg Bomben                              |

## Mediale Darstellung
In vielen Filmen, die sich mit dem Pazifikkrieg beschäftigen, kommen Zeros vor. Allerdings handelt es sich, sofern diese nicht computeranimiert sind, zumeist nicht um originalgetreue Nachbauten oder gar echte A6Ms, sondern oftmals um umlackierte Schulflugzeuge des Typs North American T-6. Diese sind den A6M optisch recht ähnlich und wurden als leicht zu beschaffende amerikanische Flugzeuge daher gerne als „Darsteller“ verwendet.